# Castalius adorabilis
Castalius adorabilis är en fjärilsart som beskrevs av Hans Fruhstorfer 1918. Castalius adorabilis ingår i släktet Castalius och familjen juvelvingar. Inga underarter finns listade i Catalogue of Life.